# الدوري الإنجليزي لكرة القدم 2000–01
الدوري الإنجليزي لكرة القدم 2000–01 هو موسم من دوري كرة القدم الإنجليزي. فاز فيه نادي فولهام.